# Eurolega 2016-2017
L'Eurolega 2016-2017 è stata la 52ª edizione della massima competizione europea di hockey su pista riservata alle squadre di club, la 10ª con la denominazione di Eurolega. Il torneo ha avuto inizio il 5 novembre 2016 e si è concluso il 14 maggio 2017. Il titolo è stato conquistato dagli spagnoli del Reus Deportiu per l'ottava volta nella loro storia sconfiggendo in finale i portoghesi dell'Oliveirense. Il Reus Deportiu, in qualità di squadra vincitrice, e l'Oliveirense, come finalista del torneo, hanno avuto anche il diritto di partecipare alla Coppa Continentale 2017-2018.

## Squadre partecipanti
| Nazione    | Club            | Città               | Qualificazione                                                                    |
| ---------- | --------------- | ------------------- | --------------------------------------------------------------------------------- |
| Francia    | La Vendéenne    | La Roche-sur-Yon    | 1º in Nationale 1 2015-2016, Campione di Francia                                  |
| Francia    | Mérignac        | Mérignac            | 2º in Nationale 1 2015-2016                                                       |
| Francia    | Quévert         | Quévert             | 3º in Nationale 1 2015-2016                                                       |
| Italia     | Amatori Lodi    | Lodi                | 3º in Serie A1 2015-2016, finale dei play-off                                     |
| Italia     | Bassano         | Bassano del Grappa  | 6º in Serie A1 2015-2016, quarti di finale dei play-off                           |
| Italia     | Breganze        | Breganze            | 4º in Serie A1 2015-2016, quarti di finale dei play-off                           |
| Italia     | Forte dei Marmi | Forte dei Marmi     | 1º in Serie A1 2015-2016, vince i play-off, campione d'Italia                     |
| Portogallo | Benfica         | Lisbona             | Campione d'Europa in carica e 1º in 1ª Divisão 2015-2016, campione del Portogallo |
| Portogallo | Oliveirense     | Oliveira de Azeméis | 3º in 1ª Divisão 2015-2016                                                        |
| Portogallo | Porto           | Porto               | 2º in 1ª Divisão 2015-2016                                                        |
| Portogallo | Sporting CP     | Lisbona             | 4º in 1ª Divisão 2015-2016                                                        |
| Spagna     | Barcellona      | Barcellona          | 1º in OK Liga 2015-2016, campione di Spagna                                       |
| Spagna     | Liceo La Coruña | La Coruña           | 3º in OK Liga 2015-2016                                                           |
| Spagna     | Reus Deportiu   | Reus                | 4º in OK Liga 2015-2016                                                           |
| Spagna     | Vic             | Vic                 | 2º in OK Liga 2015-2016                                                           |
| Svizzera   | Diessbach       | Diessbach bei Büren | 1º in Lega Nazionale A 2015-2016, campione di Svizzera                            |

## Risultati

### Fase a gironi

#### Girone A
| Squadra      | Pt | G | V | N | P | GF | GS | DG  |
| ------------ | -- | - | - | - | - | -- | -- | --- |
| Benfica      | 16 | 6 | 5 | 1 | 0 | 37 | 20 | +17 |
| Amatori Lodi | 10 | 6 | 3 | 1 | 2 | 30 | 25 | +5  |
| Vic          | 8  | 6 | 2 | 2 | 2 | 30 | 18 | +12 |
| Diessbach    | 0  | 6 | 0 | 0 | 6 | 14 | 48 | -34 |

| Lodi 5 novembre 2016 1ª giornata | Amatori Lodi | 8 – 3 | Diessbach | PalaCastellotti |

| Lisbona 5 novembre 2016 1ª giornata | Benfica | 3 – 2 | Vic | Pavilhão da Luz Nº 1 |

| Diessbach bei Büren 26 novembre 2016 2ª giornata | Diessbach | 3 – 4 | Benfica | Sporthalle |

| Vic 26 novembre 2016 2ª giornata | Vic | 2 – 2 | Amatori Lodi | Pavelló Olímpic de Vic |

| Lodi 17 dicembre 2016 3ª giornata | Amatori Lodi | 6 – 7 | Benfica | PalaCastellotti |

| Diessbach bei Büren 17 dicembre 2016 3ª giornata | Diessbach | 2 – 9 | Vic | Sporthalle |

| Lisbona 14 gennaio 2017 4ª giornata | Benfica | 7 – 3 | Amatori Lodi | Pavilhão da Luz Nº 1 |

| Vic 14 gennaio 2017 4ª giornata | Vic | 10 – 1 | Diessbach | Pavelló Olímpic de Vic |

| Diessbach bei Büren 4 febbraio 2017 5ª giornata | Diessbach | 3 – 5 | Amatori Lodi | Sporthalle |

| Vic 4 febbraio 2017 5ª giornata | Vic | 4 – 4 | Benfica | Pavelló Olímpic de Vic |

| Lodi 18 febbraio 2017 6ª giornata | Amatori Lodi | 6 – 3 | Vic | PalaCastellotti |

| Lisbona 18 febbraio 2017 6ª giornata | Benfica | 12 – 2 | Diessbach | Pavilhão da Luz Nº 1 |

#### Girone B
| Squadra    | Pt | G | V | N | P | GF | GS | DG  |
| ---------- | -- | - | - | - | - | -- | -- | --- |
| Barcellona | 15 | 6 | 5 | 0 | 1 | 32 | 11 | +21 |
| Porto      | 13 | 6 | 4 | 1 | 1 | 27 | 13 | +14 |
| Bassano    | 6  | 6 | 2 | 0 | 4 | 24 | 40 | -16 |
| Mérignac   | 1  | 6 | 0 | 1 | 5 | 12 | 31 | -19 |

| Barcellona 5 novembre 2016 1ª giornata | Barcellona | 14 – 3 | Bassano | Palau Blaugrana |

| Porto 5 novembre 2016 1ª giornata | Porto | 1 – 1 | Mérignac | Dragão Caixa |

| Bassano del Grappa 26 novembre 2016 2ª giornata | Bassano | 3 – 4 | Porto | PalaSind |

| Mérignac 26 novembre 2016 2ª giornata | Mérignac | 2 – 6 | Barcellona | Roller Stadium |

| Mérignac 17 dicembre 2016 3ª giornata | Mérignac | 2 – 7 | Bassano | Roller Stadium |

| Porto 17 dicembre 2016 3ª giornata | Porto | 2 – 1 | Barcellona | Dragão Caixa |

| Barcellona 14 gennaio 2017 4ª giornata | Barcellona | 3 – 1 | Porto | Palau Blaugrana |

| Bassano del Grappa 14 gennaio 2017 4ª giornata | Bassano | 6 – 4 | Mérignac | PalaSind |

| Bassano del Grappa 4 febbraio 2017 5ª giornata | Bassano | 2 – 3 | Barcellona | PalaSind |

| Mérignac 4 febbraio 2017 5ª giornata | Mérignac | 2 – 6 | Porto | Roller Stadium |

| Barcellona 18 febbraio 2017 6ª giornata | Barcellona | 5 – 1 | Mérignac | Palau Blaugrana |

| Porto 18 febbraio 2017 6ª giornata | Porto | 13 – 3 | Bassano | Dragão Caixa |

#### Girone C
| Squadra         | Pt | G | V | N | P | GF | GS | DG  |
| --------------- | -- | - | - | - | - | -- | -- | --- |
| Reus Deportiu   | 15 | 6 | 5 | 0 | 1 | 25 | 21 | +4  |
| Forte dei Marmi | 12 | 6 | 4 | 0 | 2 | 27 | 24 | +3  |
| Sporting CP     | 9  | 6 | 3 | 0 | 3 | 23 | 19 | +4  |
| Quévert         | 0  | 6 | 0 | 0 | 6 | 16 | 27 | -11 |

| Forte dei Marmi 5 novembre 2016 1ª giornata | Forte dei Marmi | 2 – 4 | Reus Deportiu | PalaForte |

| Lisbona 5 novembre 2016 1ª giornata | Sporting CP | 5 – 1 | Quévert | Pavilhão João Rocha |

| Dinan 26 novembre 2016 2ª giornata | Quévert | 6 – 8 | Forte dei Marmi | Salle Némée |

| Reus 26 novembre 2016 2ª giornata | Reus Deportiu | 3 – 2 | Sporting CP | Pavelló Olímpic |

| Dinan 17 dicembre 2016 3ª giornata | Quévert | 2 – 3 | Reus Deportiu | Salle Némée |

| Lisbona 17 dicembre 2016 3ª giornata | Sporting CP | 5 – 7 | Forte dei Marmi | Pavilhão João Rocha |

| Forte dei Marmi 14 gennaio 2017 4ª giornata | Forte dei Marmi | 3 – 1 | Sporting CP | PalaForte |

| Reus 14 gennaio 2017 4ª giornata | Reus Deportiu | 5 – 4 | Quévert | Pavelló Olímpic |

| Dinan 4 febbraio 2017 5ª giornata | Quévert | 2 – 4 | Sporting CP | Salle Némée |

| Reus 4 febbraio 2017 5ª giornata | Reus Deportiu | 7 – 5 | Forte dei Marmi | Pavelló Olímpic |

| Forte dei Marmi 18 febbraio 2017 6ª giornata | Forte dei Marmi | 2 – 1 | Quévert | PalaForte |

| Lisbona 18 febbraio 2017 6ª giornata | Sporting CP | 6 – 3 | Reus Deportiu | Pavilhão João Rocha |

#### Girone D
| Squadra         | Pt | G | V | N | P | GF | GS | DG  |
| --------------- | -- | - | - | - | - | -- | -- | --- |
| Oliveirense     | 18 | 6 | 6 | 0 | 0 | 29 | 20 | +9  |
| Liceo La Coruña | 12 | 6 | 4 | 0 | 2 | 32 | 20 | +12 |
| Breganze        | 2  | 6 | 0 | 2 | 4 | 23 | 31 | -8  |
| La Vendéenne    | 2  | 6 | 0 | 2 | 4 | 21 | 34 | -13 |

| La Coruña 5 novembre 2016 1ª giornata | Liceo La Coruña | 5 – 2 | Breganze | Pazo dos Deportes de Riazor |

| Oliveira de Azeméis 5 novembre 2016 1ª giornata | Oliveirense | 4 – 2 | La Vendéenne | Pavilhão Salvador Machado |

| Breganze 26 novembre 2016 2ª giornata | Breganze | 3 – 4 | Oliveirense | PalaFerrarin |

| La Roche-sur-Yon 26 novembre 2016 2ª giornata | La Vendéenne | 3 – 5 | Liceo La Coruña | Complexe Sportif de l'Angelmière |

| La Roche-sur-Yon 17 dicembre 2016 3ª giornata | La Vendéenne | 6 – 6 | Breganze | Complexe Sportif de l'Angelmière |

| Oliveira de Azeméis 17 dicembre 2016 3ª giornata | Oliveirense | 2 – 1 | Liceo La Coruña | Pavilhão Salvador Machado |

| Breganze 14 gennaio 2017 4ª giornata | Breganze | 4 – 4 | La Vendéenne | PalaFerrarin |

| La Coruña 14 gennaio 2017 4ª giornata | Liceo La Coruña | 6 – 7 | Oliveirense | Pazo dos Deportes de Riazor |

| Breganze 4 febbraio 2017 5ª giornata | Breganze | 4 – 7 | Liceo La Coruña | PalaFerrarin |

| La Roche-sur-Yon 4 febbraio 2017 5ª giornata | La Vendéenne | 4 – 7 | Oliveirense | Complexe Sportif de l'Angelmière |

| La Coruña 18 febbraio 2017 6ª giornata | Liceo La Coruña | 8 – 2 | La Vendéenne | Pazo dos Deportes de Riazor |

| Oliveira de Azeméis 18 febbraio 2017 6ª giornata | Oliveirense | 5 – 4 | Breganze | Pavilhão Salvador Machado |

### Quarti di finale
| Squadra 1       | Totale          | Squadra 2     | Andata | Ritorno |
| --------------- | --------------- | ------------- | ------ | ------- |
| Liceo La Coruña | 4 – 9           | Benfica       | 2 – 3  | 2 – 6   |
| Forte dei Marmi | 5 – 6           | Barcellona    | 1 – 3  | 4 – 3   |
| Porto           | 9 – 9 (0-2 dtr) | Reus Deportiu | 7 – 7  | 2 – 2   |
| Amatori Lodi    | 6 – 8           | Oliveirense   | 3 – 5  | 3 – 3   |

#### Andata
| Arbitri: | Raul Burgus Oscar Valverde |

|                                    |           |                                                           |
| Illuzzi 34' Ambrosio 45' Cocco 46' | Marcatori | 6' Souto 8' Barreiros 22' Cancela 27' Araujo 38' Bargalló |

| Arbitri: | Paulo Almeida Joaquim Pinto |

|             |           |                                      |
| Pagnini 29' | Marcatori | 24' Bargalló 31' Álvarez 43' Ordóñez |

| Arbitri: | Matteo Galoppi Filippo Fronte |

|                       |           |                                 |
| Magalhaes 10' Coy 49' | Marcatori | 22' T. Rafael 29' 32' D. Rafael |

| Arbitri: | Xavier Bleuzen Julien Thibaud |

|                                                            |           |                                                           |
| Alves 10' 23' Costa 10' 46' Baliu 20' Garcia 36' Silva 40' | Marcatori | 12' Casanovas 21' 30' 37' 44' Marin 43' Torra 45' Platero |

#### Ritorno
| Arbitri: | Paulo Rainha Rui Torres |

|                            |           |                                      |
| Álvarez 2' 24' Barroso 28' | Marcatori | 7' 35' Torner 45' Motaran 49' De Oro |

| Arbitri: | Ulderico Barbarisi Massimiliano Carmazzi |

|                                                         |           |                         |
| Nicolía 14' 43' Adroher 22' Rodrigues 37' 43' Rocha 43' | Marcatori | 11' Lamas 46' Magalhaes |

| Arbitri: | Ruben Fernandez Francisco Garcia |

|                               |           |                           |
| Bargalló 2' 10' Barreiros 10' | Marcatori | 2' 19' Verona 46' Platero |

| Arbitri: | Alessandro Eccelsi Filippo Fronte |

|                      |                |                     |
| Torra 4' Platero 40' | Marcatori      | 28' Nunes 42' Alves |
|                      | Shootout 2 – 0 |                     |

### Final Four
Le Final Four della manifestazione si sono disputate presso il Pavelló Barris Nord a Lleida dal 13 al 14 maggio 2017.
|  | Semifinali    | Semifinali    | Semifinali  |             |               | Finale        | Finale | Finale |  |
|  |               |               |             |             |               |               |        |        |  |
|  | Benfica       | Benfica       | 4(1)        |             |               |               |        |        |  |
|  | Benfica       | Benfica       | 4(1)        |             |               |               |        |        |  |
|  | Reus Deportiu | Reus Deportiu | 4(2)        |             |               |               |        |        |  |
|  | Reus Deportiu | Reus Deportiu | 4(2)        |             | Reus Deportiu | Reus Deportiu | 4      |        |  |
|  |               |               |             |             | Reus Deportiu | Reus Deportiu | 4      |        |  |
|  |               |               | Oliveirense | Oliveirense | 1             |               |        |        |  |
|  | Oliveirense   | Oliveirense   | Oliveirense | Oliveirense | 1             | 1             |        |        |  |
|  | Oliveirense   | Oliveirense   |             |             |               |               |        |        |  |
|  | Barcellona    | Barcellona    | 0           |             |               |               |        |        |  |